# ISD
ISD (Oekraïens: Індустріальний союз Донбасу, Russisch: Индустриальный союз Донбасса, Engels: Industrial Union of Donbas Corporation of IUD, Nederlands: Industriële Unie van Donbas) is een Oekraïense holding boven ruim veertig bedrijven in voornamelijk de staalindustrie. Als gevolg van de oorlog in Oost-Oekraïne verloor ISD de controle over een aantal dochterondernemingen in de conflictzone.

## Activiteiten
ISD is een grote producent van buizen voor olie- en gastransport en stalen platen. Het is ook actief in de steenkoolmijnbouw voor de productie van cokes voor de metaalfabrieken en bouwt machines voor de productie van staal. Ten gevolge van de oorlog in Oost-Oekraïne worden belangrijke productie-eenheden niet langer door ISD beheerd.
De groep bouwt zelf ook gaspijpleidingen en is een leverancier van aardgas en elektriciteit aan industriebedrijven in de Donetsk-regio.
Verder is de groep actief in de landbouw en veeteelt. Het bezit een aantal industriële boerderijen in de Donetsk-regio.

## Geschiedenis
ISD werd in 1995 opgericht door de afdeling van de Academie voor Technologische Wetenschappen van Oekraïne en de Academie voor Economische Wetenschappen van Oekraïne in Donetsk, de Kamer van Koophandel en Industrie in Donetsk, Azovimpex uit Marioepol en Vizavi uit Donetsk op initiatief van Vitaly Gaiduk, toenmalig vice-voorzitter van de Regionale Raad van Donetsk, en Sergey Taruta. Het begon als een gashandel die Russisch aardgas doorverkocht aan de industrie in de Donbas en daar ook een monopolie op kreeg van de regionale overheid waarmee het bedrijf sterke banden had. In 2002 nam Oleg Mrktchan Sergey Taruta's positie als algemeen directeur over en werd die laatste voorzitter van de Raad van Bestuur.
ISD begon uit te breiden door bedrijven in de Donbas die door de overheid werden geprivatiseerd op te kopen. Deze regio telde van oudsher vele ijzer- en staalfabrieken door de aanwezigheid van steenkool en ijzererts. Oekraïne had in die tijd de op zes na grootste staalproductie van de wereld. De staalindustrie was de belangrijkste economische sector van het land. Zowat 80 procent van de productie werd uitgevoerd, wat voor veel inkomsten zorgde. Bijna de helft van de Oekraïense cokes- en staalproductie kwam uit regio Donetsk. ISD bouwde er een verticaal geïntegreerde staalgroep uit met eigen steenkool- en ertsmijnen, staalfabrieken, walserijen, ingenieursbureau's, gespecialiseerde fabrieken en machinebouwers.
Het Metallurgisch Kombinat Azovstal in Marioepol en de grote buizenfabriek in Chartsyzk werden in 2001 overgenomen maar al snel afgestaan aan concurrent SCM. Azovstaal produceerde in 2003 nog meer dan 5 miljoen ton ruwstaal. De Buizenfabriek van Chartsyzk was toen de grootste producent van buizen voor olie- en gastransport in Europa met een capaciteit van 1,6 miljoen ton. Het merendeel van die buizen werd geconsumeerd door Russische olie- en gasbedrijven. Ook de in 2002 geprivatiseerde Metallurgische Fabriek van Donetsk ging tot ISD behoren. Deze fabriek produceerde in 2004 nog 1,3 miljoen ton ruwstaal.

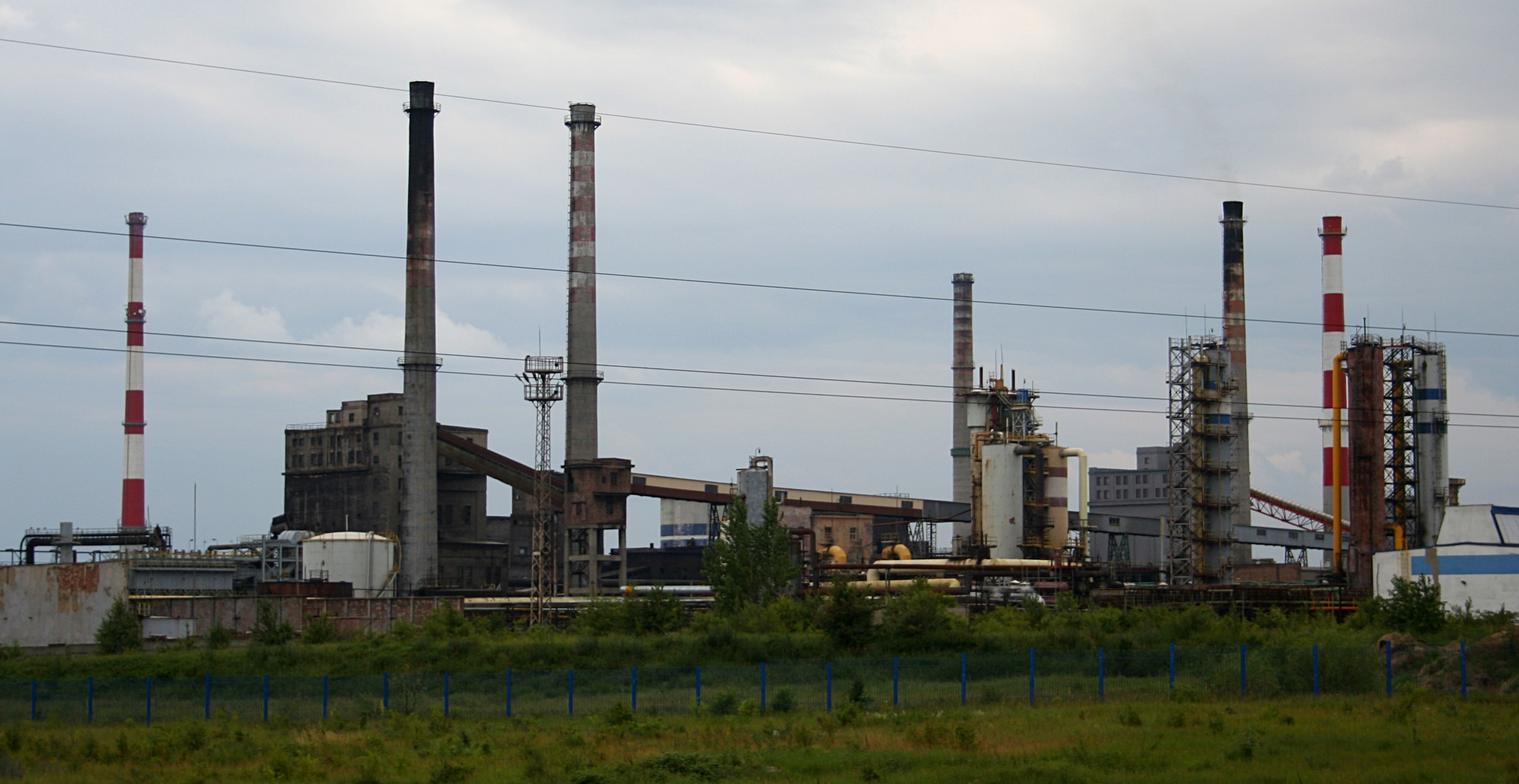
Huta Częstochowa in Polen anno 2011.

ISD ging ook een strategische alliantie aan met de Zwitserse staalhandelaar Duferco waardoor het veel makkelijker de internationale markt kon betreden. In 2003 kocht het samen met Duferco de Hongaarse staalfabriek Dunaferr, die door de overheid werd geprivatiseerd. In 2005 werd na een juridische strijd ook Huta Częstochowa opgekocht, dat door de Poolse overheid werd geprivatiseerd. In 2019 werd de productie hier tijdelijk gestaakt en het faillissement aangevraagd. In 2021 werd het bedrijf verkocht aan het Britse Liberty Steel.

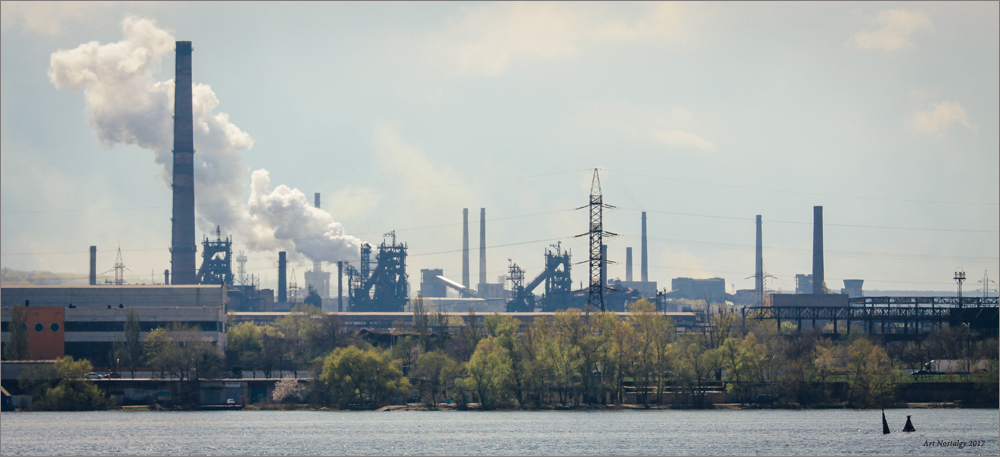
De Metallurgische Fabriek van Dnipro anno 2017.

Nog in 2003 kocht ISD de Metallurgische Fabriek van Dnipro en het Metallurgisch Kombinat van Dnipro. In 2004 werd de fabriek alweer verkocht aan de bankgroep Privat, die zijn staalbelangen in 2008 verkocht aan de Russische Evrazgroep. Het kombinat stond in 2019 op de rand van een faillissement en werd verkocht aan concurrent Metinvest.
Er werd ook fors geïnvesteerd in de modernisering en uitbreiding van de veelal verouderde en vervuilende staalfabrieken. In 2007 was ISD het op een na grootste bedrijf van Oekraïne, na staatsenergiebedrijf Naftohaz. De staaldivisie produceerde in 2006 9,5 miljoen ton staal en was daarmee de op 28 na grootste staalproducent ter wereld.
De groep zat echter zwaar in de schulden en kon zijn leningen niet meer afbetalen. In 2010 werden 50 procent plus twee van de aandelen verkocht aan de Evrazgroep. De deal werd gefinancierd door het Russische staatsinvesteringsfonds Vnesheconombank. Medeoprichter Vitaly Gaiduk verliet hierop het bedrijf.
De Metallurgische Fabriek van Kramatorsk ging in 2012 failliet. In 2008 produceerde deze fabriek nog 200 duizend ton ruwstaal.
Toen in 2014 de oorlog in Oost-Oekraïne begon, waren een aantal dochterondernemingen van het bedrijf gevestigd in de separatistische republieken Donetsk en Loehansk. Omwille van de oorlog legde Oekraïne een economische blokkade om de regio. De staalproductie ging daarop steil naar beneden. In 2017 werden de cokesfabriek, het Metallurgisch Kombinat van Altsjevsk en energiebedrijf Ecoenergy in Altsjevsk genationaliseerd. De staalproductie werd onder Russisch beheer hernomen. Vanaf dan werd alle productie daar uitgevoerd via Rusland.
In februari 2018 werd algemeen directeur Oleg Mrktchan in Rusland opgepakt. Hij werd beschuldigd van het verduisteren van fondsen van Russische banken die voor ISD bestemd waren.